# (31948) 2000 GH110
2000 GH110 (asteroide 31948) é um asteroide da cintura principal. Possui uma excentricidade de 0.11000130 e uma inclinação de 2.24738º.
Este asteroide foi descoberto no dia 2 de abril de 2000 por LONEOS em Anderson Mesa.